# Carlo Facetti
Carlo Giovanni Facetti (1935. június 26.) olasz autóversenyző.

## Pályafutása
1974-ben jelen volt a Formula–1-es világbajnokság olasz versenyén. Facetti a kvalifikáción nem jutott túl, így a futamon már nem rajtolhatott el.
1979-ben honfitársa, Martino Finotto társaként megnyerte a túraautó-Európa-bajnokságot.
1968 és 1984 között hat alkalommal állt rajthoz a Le Mans-i 24 órás viadalon. Az 1968-as futamon csapattársával, Spartaco Dinivel együtt az ötödik helyen értek célba.

## Eredményei

### Le Mans-i 24 órás autóverseny
| Év   | Csapat                    | Autó                    | Csapattárs       | Csapattárs      | Helyezés |
| ---- | ------------------------- | ----------------------- | ---------------- | --------------- | -------- |
| 1968 | Autodelta SpA             | Alfa Romeo T33/2        | Spartaco Dini    |                 | 5.       |
| 1970 | Autodelta SpA             | Alfa Romeo T33/3        | Teodoro Zeccoli  |                 | Kiesett  |
| 1973 | Scuderia Brescia Corse    | Alfa Romeo Tipo 33TT3   | Sergio Morando   | Teodoro Zeccoli | 15.      |
| 1974 | BMW Jolly Club            | BMW 3.0CSL              | Manfred Mohr     | Martino Finotto | Kiesett  |
| 1980 | Jolly Club - Lancia Corse | Lancia Beta Monte Carlo | Martino Finotto  |                 | 19.      |
| 1981 | Martini Racing            | Lancia Beta Monte Carlo | Michele Alboreto | Eddie Cheever   | 8.       |
| 1983 | Scuderia Jolly Club       | Alba AR2                | Martino Finotto  | Marco Vanoli    | Kiesett  |
| 1984 | Scuderia Jolly Club       | Alba AR2                | Martino Finotto  | Marco Vanoli    | 21.      |

### Teljes Formula–1-es eredménylistája
(Táblázat értelmezése)

(Félkövér: pole-pozícióból indult; dőlt: leggyorsabb kört futott) 

| Év   | Csapat           | Modell       | Motor       | 1   | 2   | 3   | 4   | 5   | 6   | 7   | 8   | 9   | 10  | 11  | 12  | 13     | 14  | 15  | Helyezés | Pont |
| ---- | ---------------- | ------------ | ----------- | --- | --- | --- | --- | --- | --- | --- | --- | --- | --- | --- | --- | ------ | --- | --- | -------- | ---- |
| 1974 | Scuderia Finotto | Brabham BT42 | Cosworth V8 | ARG | BRA | RSA | ESP | BEL | MON | SWE | NED | FRA | GBR | GER | AUT | ITA Nk | CAN | USA | -        | 0    |

## Külső hivatkozások
- Profilja a statsf1.com honlapon (angolul)
- Profilja a driverdatabase.com honlapon (angolul)